# Encelado Life Finder

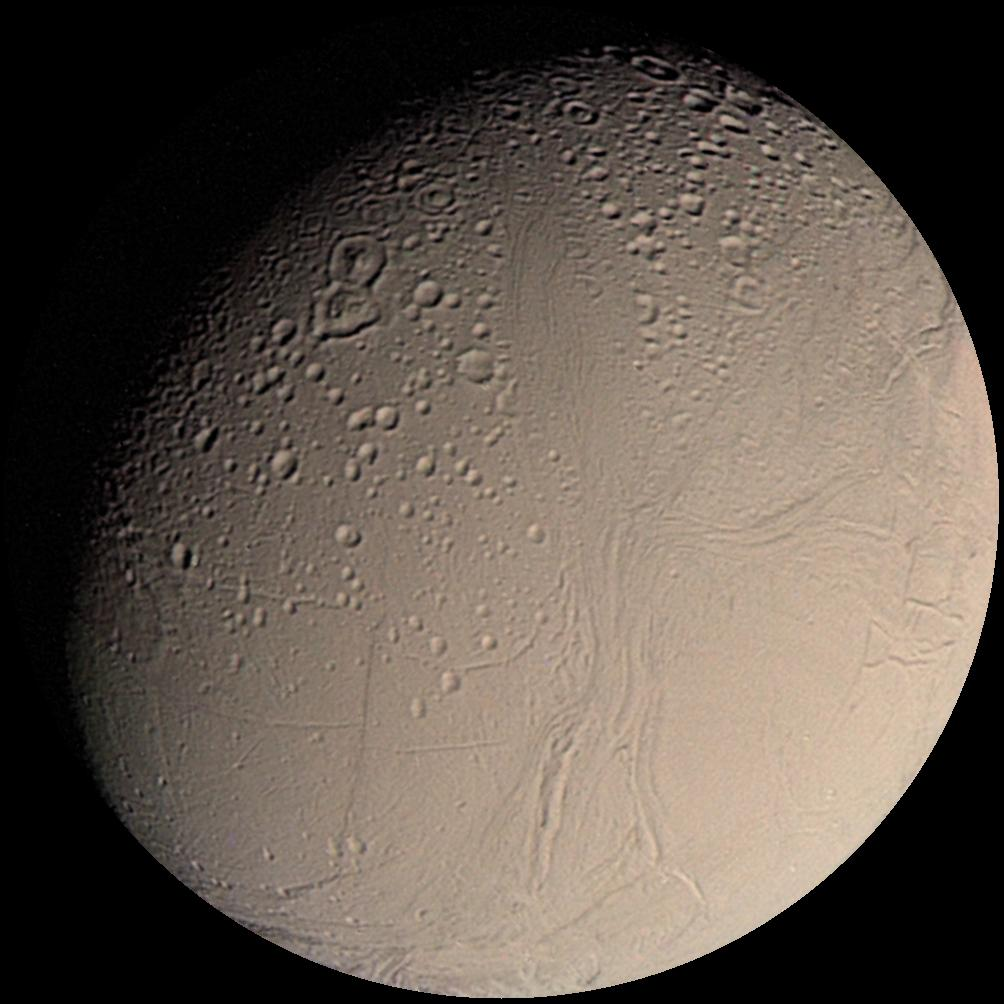
La luna Encelado, objetivo de la sonda

Enceladus Life Finder (ELF) es un concepto de misión propuesta para una nave espacial de la NASA destinada a evaluar la habitabilidad del océano interno de Encelado, que es la sexta luna más grande de Saturno y aparentemente similar en composición química a los cometas. La sonda espacial orbitaría a Saturno y volaría a través de las plumas de géiseres de Encelado varias veces. Sería alimentado por energía suministrada por paneles solares incorporados en la nave espacial.

## Visión general

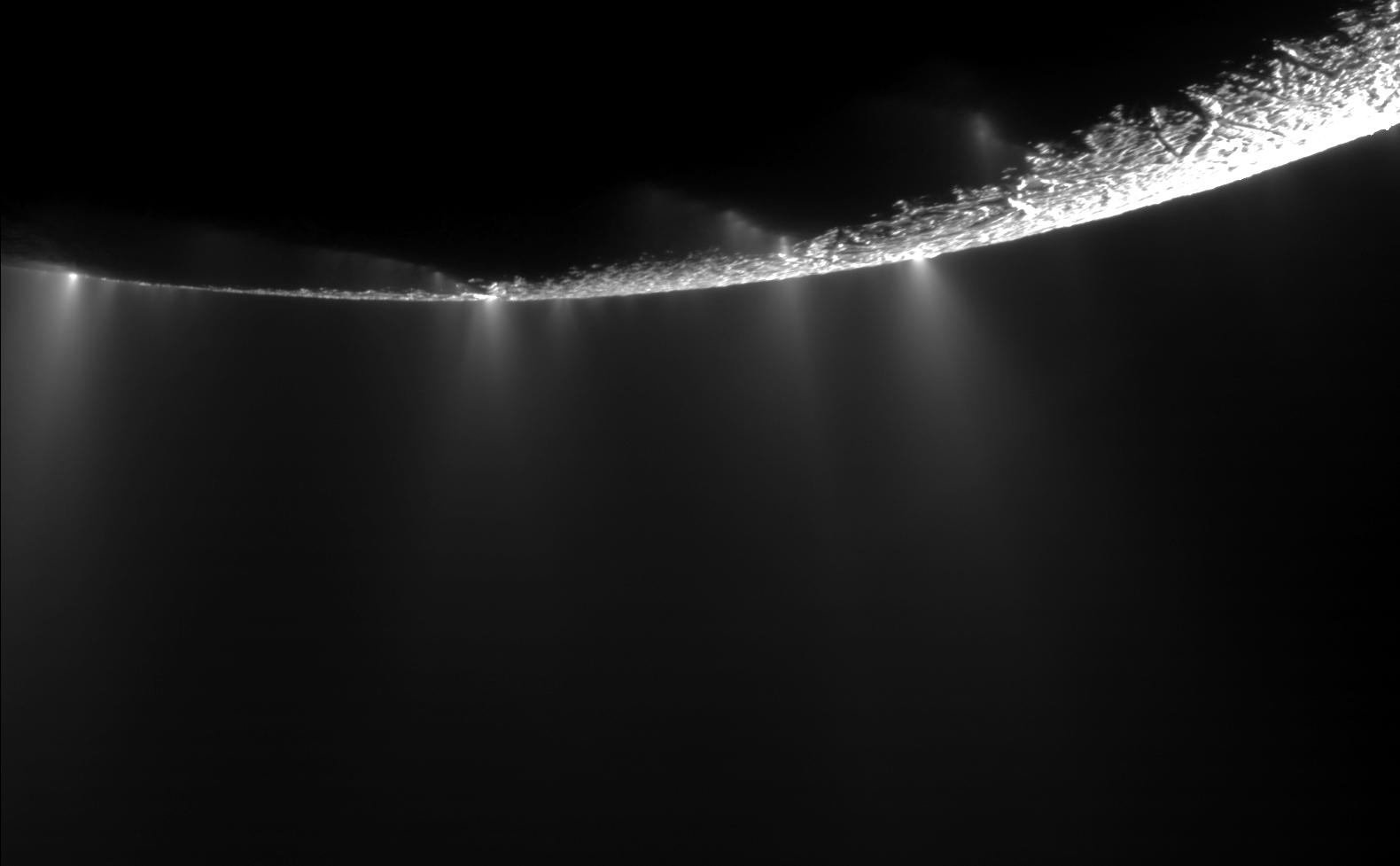
Polo Sur de Enceladus: los géiseres rocían agua desde muchos lugares a lo largo de la función de 'rayas de tigre'.

Esta misión se propuso por primera vez en 2015 para la financiación de Discovery Mission 13, y luego se propuso en mayo de 2017 a la Misión 4 del programa New Frontiers de la NASA, pero no fue seleccionada.
Si se selecciona en otra oportunidad futura, la misión ELF buscaría biofirma y biomoléculas en los géiseres de Encelado. Los jets polares del sur levantan agua, sales y moléculas orgánicas a decenas de kilómetros sobre la superficie de la luna desde un océano regional subterráneo. La hipótesis es que el agua es calentada por respiraderos térmicos similares a las características que se encuentran en las profundidades de los océanos de la Tierra. Los instrumentos de ELF medirían los aminoácidos, los componentes básicos de las proteínas, analizarán los ácidos grasos y determinarán si el metano (CH4) encontrado en las plumas podría haber sido producido por organismos vivos.
En 2008, el orbitador  Cassini voló a través de un penacho y analizó el material con su espectrómetro de masas neutro. El orbitador detectó compuestos orgánicos simples, como metano (CH4), monóxido de carbono (CO), dióxido de carbono (CO2) nitrógeno y compuestos orgánicos complejos. Cassini también detectó sodio y potasio en una concentración que implica un océano líquido salado. Sin embargo, Cassini no tenía el equipo con la sensibilidad requerida para los análisis directos.

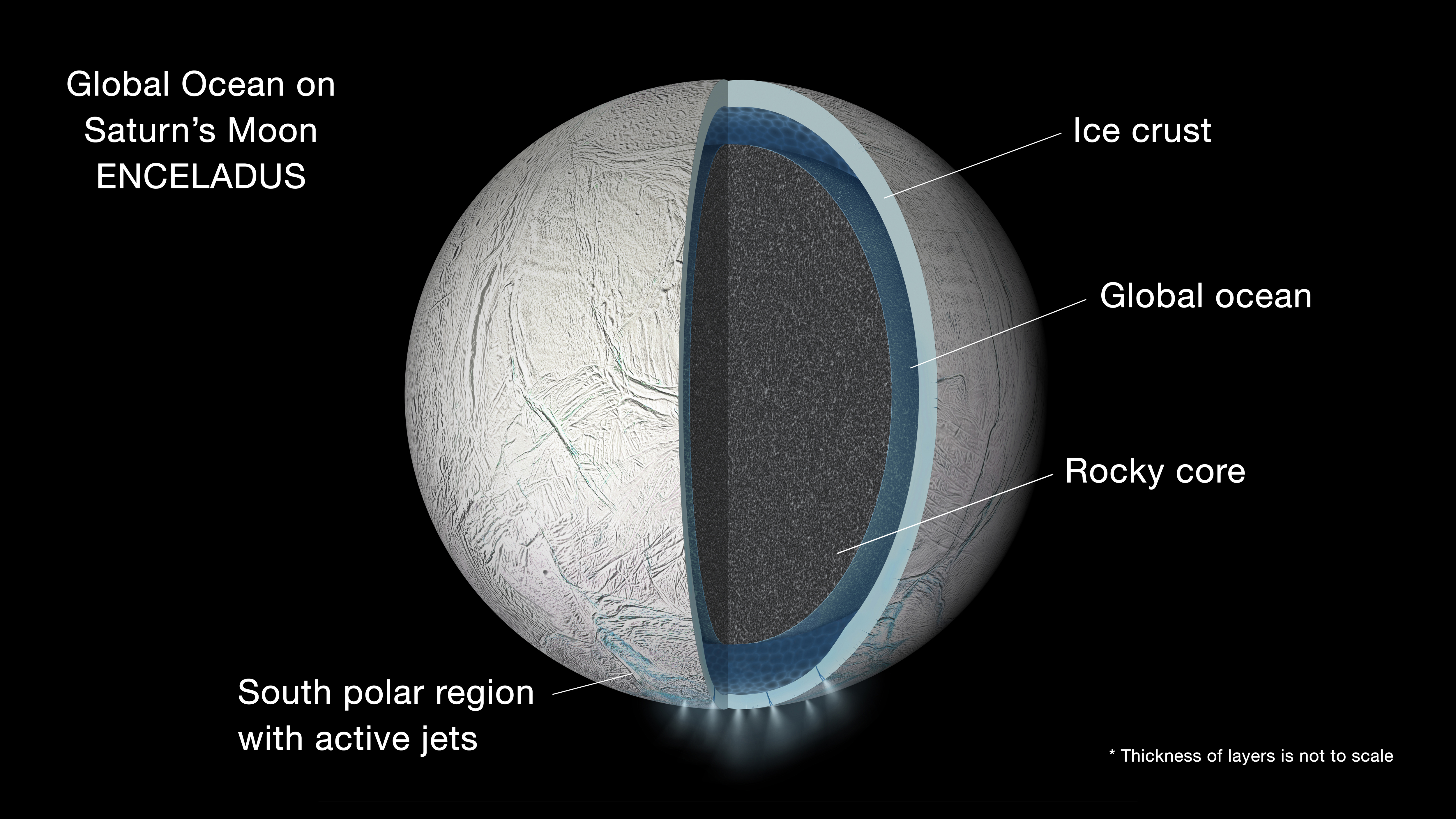
Impresión artística de la posible actividad hidrotermal en Encelado.

### Concepto de la misión
La misión perseguiría las implicaciones de los descubrimientos del orbitador de Cassini en 2005 de la expulsión activa y la existencia de un océano dentro de Enceladus. El concepto de la misión haría que el orbitador ELF vuele de 8 a 10 veces durante un período de 3 años a través de columnas de agua lanzadas sobre el polo sur de Encelado. Los géiseres podrían proporcionar un fácil acceso para tomar muestras del océano subsuperficial de la luna, y si hay vida microbiana en él, las partículas de hielo del mar podrían contener la evidencia que los astrobiólogos necesitan para identificarlos. El investigador principal es Jonathan Lunine de la Universidad de Cornell en Ithaca, Nueva York.

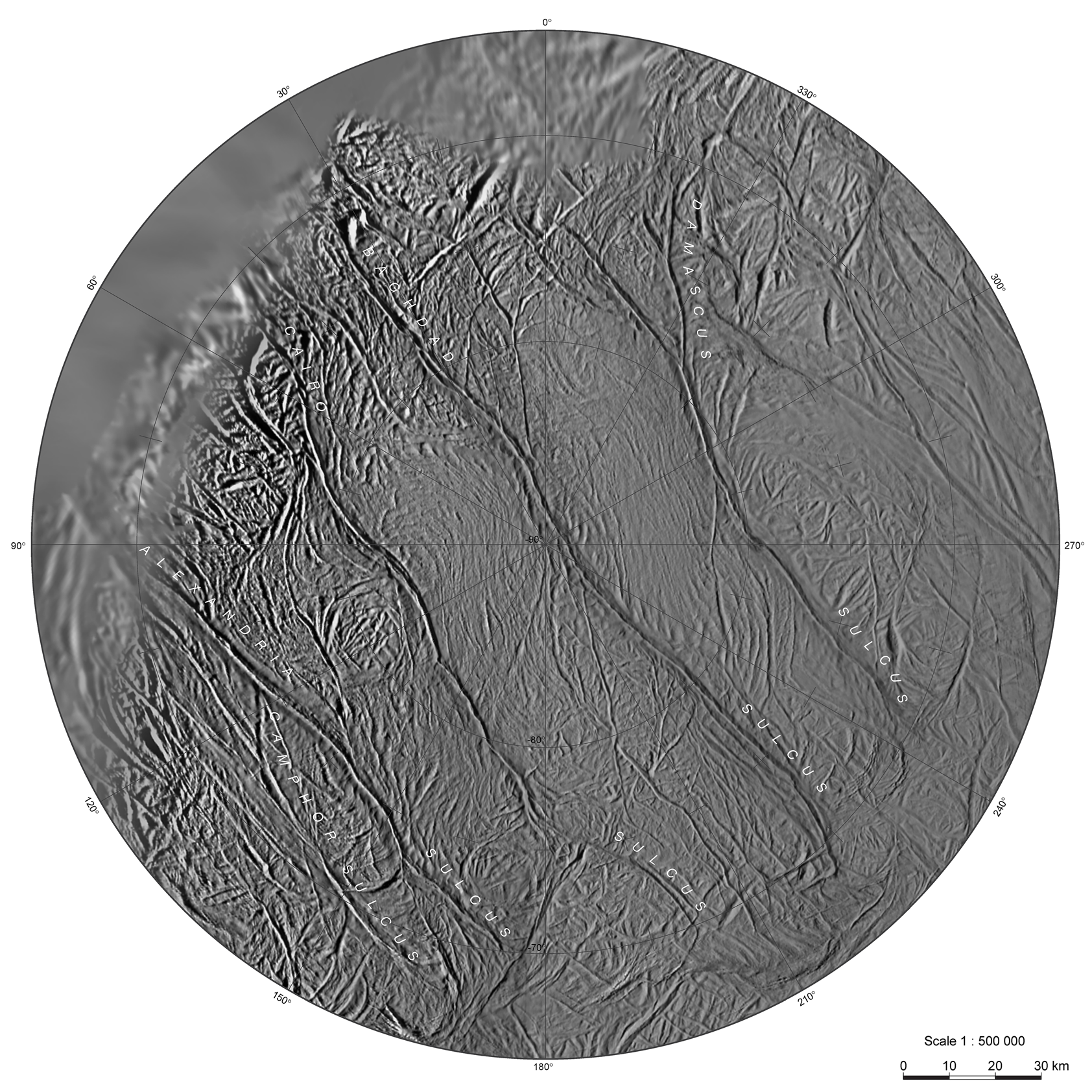
Mapa compuesto de la región polar sur de Encelado que muestra grietas denominadas 'rayas de tigre' donde se encuentran los géiseres.

### Objetivos
Los objetivos de la misión se derivan directamente de la encuesta decadal más reciente: primero, determinar las fuentes primarias de compuestos orgánicos y los sitios de síntesis orgánica de hoy; y segundo, determinar si hay hábitats actuales en Encelado donde las condiciones de vida podrían existir hoy, y si la vida existe allí ahora. Para lograr estos objetivos, la misión ELF tiene tres objetivos:
1. Para medir la abundancia de un conjunto cuidadosamente seleccionado de especies neutras, algunas de las cuales fueron detectadas por Cassini, para determinar si los compuestos orgánicos y volátiles provenientes de Encelado han sido alterados térmicamente con el tiempo.
2. Determinar los detalles del ambiente marino interior (pH, estado de oxidación, energía química disponible y temperatura) que permiten la caracterización de la capacidad de vida del interior.
3. Buscar indicaciones de que los compuestos orgánicos son el resultado de procesos biológicos a través de tres tipos independientes de mediciones químicas que son ampliamente reconocidas como diagnósticos de vida.